# Lepus castroviejoi
La lepre cantabrica (Lepus castroviejoi Palacios, 1976) è un mammifero lagomorfo della famiglia dei Leporidi.
Veniva un tempo considerata una sottospecie (od addirittura una variante locale) di Lepus europaeus (Lepus europaeus catroviejoi): solo in tempi recenti le ricerche compiute dagli studiosi e le scoperte derivatene hanno fatto sì che la specie venisse riclassificata ed elevata al rango di specie a sé stante.

## Distribuzione
La specie è endemica della Cordigliera Cantabrica, in Spagna settentrionale: in particolare, la si trova nel tratto compreso fra la Serra de los Ancares e la Serra de Pena Labra.

Il suo habitat naturale è costituito dalle zone prative ad altezze attorno ai 1500 m, anche se l'animale può spingersi ad altezze superiori (fino a 2000 m) od inferiori (al di sotto dei 1300 m; questo avviene in particolare durante l'inverno, soprattutto nel caso di abbondanti nevicate). Può tuttavia frequentare anche le aree coltivate, le zone cespugliose e le rade foreste decidue.

Spesso, si possono vedere questi animali vagare fra le ceneri di incendi appiccati nella boscaglia, alla ricerca di germogli attecchiti su un terreno tanto fertile.

## Descrizione

### Dimensioni
L'animale misura poco più di mezzo metro di lunghezza, per un peso medio che sfiora i 3 kg.

### Aspetto
L'animale ha la conformazione tipica dei Leporidi: fisionomia slanciata, lunghe orecchie, zampe posteriori assai più lunghe e forti rispetto a quelle anteriori ed atte al salto. Il pelo è di colore bruno chiaro leggermente brizzolato di nero su dorso e petto e biancastro sul basso ventre, mentre la coda è nera superiormente e bianca inferiormente.

Risulta immediatamente riconoscibile dalle altre due specie di lepre che abitano la penisola iberica (Lepus europaeus e Lepus granatensis) per il colore più chiaro del pelo e le dimensioni minori di coda ed orecchie rispetto al corpo, adattamento questo tipico degli animali diffusi in climi freddi; l'esame del cranio, invece, rivela una caratteristica unica, ossia una sutura nasofrontale aperta dalla caratteristica forma a V.

## Biologia
Poco si sa delle abitudini di questa specie, soprattutto perché fino a tempi recenti essa veniva considerata una sottospecie, e pertanto fatta oggetto unicamente di studi che riguardavano la specie nel suo insieme piuttosto che le varietà locali: si ritiene tuttavia che le sue abitudini non siano molto dissimili da quelle della lepre europea, ossia si tratterebbe di animali notturni, solitari ed erbivori.

## Conservazione
Considerando l'esiguità di spazio in cui l'animale vive (un'area di 230 km di lunghezza e meno di 40 km di larghezza), è intuibile che l'animale è fortemente suscettibile a fenomeni come il riscaldamento globale, la caccia eccessiva e la distruzione dell'habitat per far spazio ad attività od insediamenti umani. Per tali motivi, l'IUCN ha deciso di classificare la specie come Vulnerabile, anche se nell'areale in cui vive è un animale assai comune e facile da vedere.